# Nagyszentjános
Nagyszentjános – wieś i gmina w północno-zachodniej części Węgier, w pobliżu miasta Győr. Gmina liczy 1803 mieszkańców (styczeń 2011) i zajmuje obszar 30,3 km².
Miejscowość leży na obszarze Małej Niziny Węgierskiej, w pobliżu granicy słowackiej. Administracyjnie należy do powiatu Győr, wchodzącego w skład komitatu Győr-Moson-Sopron.